# Schobersee
Schobersee är en sjö i Österrike.   Den ligger i förbundslandet Steiermark, i den centrala delen av landet, 230 km väster om huvudstaden Wien. Schobersee ligger 1 431 meter över havet.
Trakten runt Schobersee består i huvudsak av gräsmarker. Runt Schobersee är det glesbefolkat, med 20 invånare per kvadratkilometer.